# Irenaios (Mesarchakis)
Irenaios (světským jménem: Nikolaos Mesarchakis; * 10. ledna 1944, Spiliá) je řecký pravoslavný duchovní Krétské pravoslavné církve, arcibiskup a metropolita Lampi, Syvritosu a Sfakie.

## Život
Narodil se 10. ledna 1944 ve vesnici Spiliá na Krétě.
Roku 1963 dokončil studium na Teologické škole na Krétě.
Roku 1964 byl v monastýru Gonia postřižen na monacha. Stejného roku byl rukopoložen na hierodiakona a roku 1970 na jeromonacha.
Roku 1965 dokončil teologický institut Athénské univerzity.
V letech 1970-1980 sloužil jako protosynkel metropolie Kissamos a Selino.
Roku 1987 byl povýšen na archimandritu a ustanoven igumenem monastýru Gonia.
Dne 14. února 1990 byl Svatým synodem Krétské pravoslavné církve zvolen metropolitou Lampi a Sfakie. Dne 22. února proběhla jeho biskupská chirotonie a 29. dubna slavnostní intronizace.
Dne 4. prosince 2000 mu byl změněn titul na metropolita Lampi, Syvritosu a Sfakie.